# Kellanova
Pour les articles homonymes, voir Kellogg.
Kellanova, connu jusqu'en 2023 sous le nom de Kellogg Company ou Kellogg's, est une entreprise américaine spécialisée dans l'agroalimentaire dont le siège se trouve à Battle Creek, Michigan, États-Unis. Elle vend notamment des céréales de petit déjeuner.
Le 2 octobre 2023, Kellogg Company est scindée en deux sociétés:
- WK Kellogg Co détenant la division céréalière nord-américaine ;
- et la société existante, rebaptisée « Kellanova ».

Kellanova conserve des marques de snacks telles que Pop-Tarts et Pringles aux côtés de la division céréalière internationale. L'objectif de cette scission était de séparer le marché des plats préparés et des produits céréaliers internationaux, qui connaît une croissance plus rapide, du marché nord-américain des céréales, dont la croissance est plus lente. Le nom "Kellogg's" reste la marque des deux entités.
En août 2024, Mars, propriétaire des marques américaines M&M's ou encore Snickers, acquiert Kellanova pour près de 30 milliards de dollars, l'achat devant être finalisé début 2025.

## Histoire

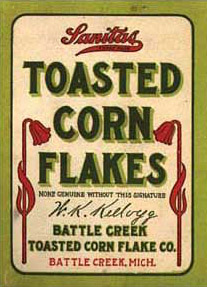
Premier emballage Kellogg's

Les corn flakes, des grains de maïs cuits, sont inventés par le médecin John Harvey Kellogg en 1894. Celui-ci est persuadé que la consommation de mets insipides, par opposition à ceux doux ou piquants, permettait de lutter contre la masturbation,,.
Lors d'une de leurs expériences pour améliorer l'alimentation des patients du sanitarium de Battle Creek dans le Michigan, les frères Kellogg font cuire des grains de blé qu'ils passent ensuite entre des rouleaux afin de former une fine feuille de pâte. Un jour, ils quittent leur cuisine en oubliant le blé déjà cuit ; au retour, le blé a durci et les frères Kellogg décident malgré tout de le passer entre les cylindres. Ils recueillent ainsi des pétales qu'ils font ensuite dorer au four. Les patients adoptent ce produit au petit déjeuner et continuent de s'en faire livrer bien après avoir quitté l'établissement.
En 1898, Will Keith et John Harvey appliquent le même procédé à des grains de maïs, obtenant les Kellogg's Corn Flakes. Quatre ans plus tard, Will Keith introduit du malt dans la recette. Il obtient alors les Toasted Corn Flakes (« pétales de maïs grillés »). Les deux frères saisissent rapidement l'importance de la communication et créent alors le logotype Kellogg's, resté inchangé depuis, qui sera apposé sur la première affiche de publicité sortie en 1906 ; cette affiche mettait en scène une jeune femme portant des épis de maïs. Le logotype est inspiré de la signature de Will Keith qu'il apposait systématiquement sur chaque paquet en guise de marque de qualité. Il était accompagné de l'accroche publicitaire « The original has this signature: W. K. Kellogg », traduisible par « L'original a cette signature : W. K. Kellogg ».

### Histoire récente
En octobre 1999, Kellogg's acquiert Worthington Foods pour 307 millions de dollars, une entreprise américaine spécialisée dans les sauces, les produits carnés et végétariens. En 2000, Kellogg's acquiert l'entreprise[Laquelle ?] spécialisée dans les barres diététiques, pour 33 millions de dollars. En octobre 2000, Kellogg's annonce acquérir Keebler Foods, une entreprise américaine spécialisée dans les biscuits, notamment les cookies, pour 3,86 milliards de dollars, dont une reprise de dette de 600 millions de dollars,.
En février 2012, pour 2,7 milliards de dollars, Kellogg's achète Pringles, filiale de Procter & Gamble produisant les chips éponymes et employant 1 700 personnes. P&G souhaitait dans le premier temps vendre sa filiale à Diamond Foods pour 2,35 milliards de dollars,.
En octobre 2015, Kellogg's est en discussion avancée pour acquérir Diamond Foods, un fabricant américain de popcorn et de chips, pour 1,5 milliard de dollars, mais Kellogg's est concurrencé par Snyder's-Lance, qui fait une offre, avec reprise de dette, de 1,9 milliard de dollars.
En octobre 2016, Kellogg's annonce la prise, pour 428 millions de dollars, d'une participation majoritaire dans Parati Group, une entreprise brésilienne spécialisée dans l'alimentation sucrée.
En octobre 2017, Kellogg's annonce l'acquisition, pour 600 millions de dollars, de Chicago Bar Co., une entreprise spécialisée dans les barres céréalières diététiques de marque RXBAR.
En avril 2019, Ferrero acquiert les activités de biscuits de Kellogg’s pour 1,6 milliard d'euros,.
En octobre 2021, l'entreprise est secouée par une grève importante demandant principalement la fin du double système de rémunération. La direction de Kellogg’s décide, début décembre, de licencier 1 400 employés qui ont refusé de valider l’accord d’entreprise qu'elle avait présenté pour mettre fin à la grève.
En juin 2022, Kellogg's annonce sa scission en trois nouvelles entreprises, l'une sur le snacking, une sur les céréales type petit déjeuner et une sur les produits végétaux. En décembre 2022, Kellogg's annonce son intention de se séparer de ses activités en Russie pour les vendre à Tchernogolovka, à la suite de l'invasion de l'Ukraine par la Russie en 2022.
En août 2024, le groupe Mars annonce l'achat de Kellanova pour 36 milliards de dollars.

## Implantations

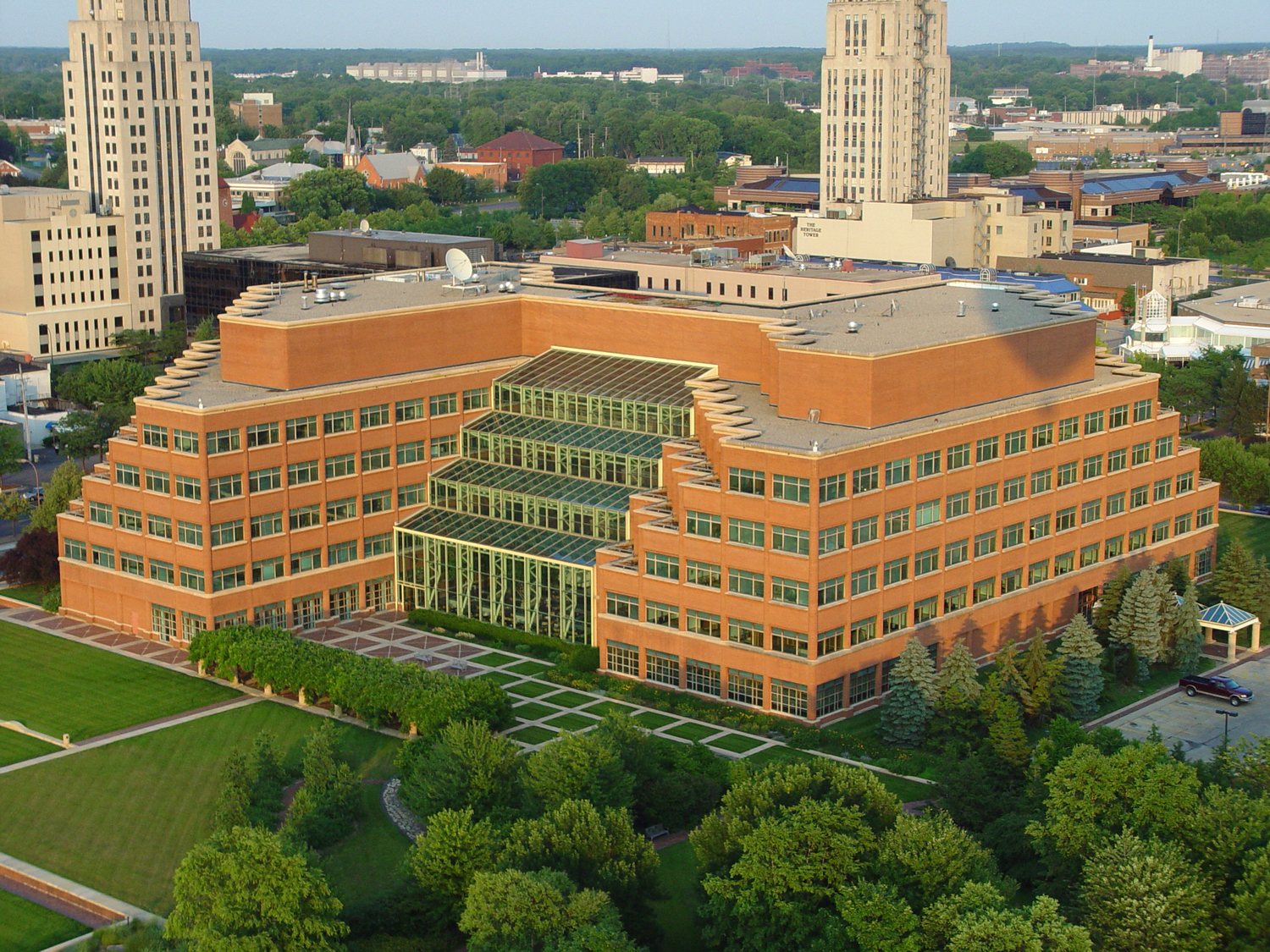
Siège social mondial dans le Michigan

En décembre 2016, le groupe Kellogg’s emploie plus de 37 000 personnes dans le monde pour un chiffre d’affaires de plus de 13 milliards de dollars US en 2016. Créée en 1968, la filiale de Kellogg's en France compte près 200 employés. Son siège social est situé dans le bâtiment Métal 57 à Boulogne Billancourt(92) après avoir été à Noisy-le-Grand en Seine-Saint-Denis.
Son chiffre d’affaires, en 2016, est de 570 millions d'euros.
En 2010, Kellogg's possède plusieurs usines de fabrication à travers le monde : aux États-Unis (à Allyn, à Chicago, à Grand Rapids, à Wyoming, à Louisville et à Baltimore), à Belleville au Canada, en Allemagne, en Espagne, au Royaume-Uni, en Russie (à Gorokhovets, à Severskaïa et à Tioumen), à Rayong en Thaïlande, à Anseong en Corée du Sud, à Takasaki au Japon, en Inde, en Chine, à Guayaquil en Équateur, au Mexique, en Colombie, au Venezuela, au Brésil, en Afrique du Sud et à Charmhaven (en) en Australie.

## Principales marques distribuées

### Céréales pour le petit déjeuner
- All-Bran (en)
- Coco Pops Chocos (anciennement Chocos)
- Coco Pops
- Kellogg's Corn flakes
- Country Store (en)
- Extra Pépites
- Frosties
- Kashi (en)
- Miel Pops
- Mini-Wheats
- Rice Krispies
- Smacks
- Special K
- Trésor
- Variety
- Krave
- Froot Loops

### Encas céréaliers
- Barre Coco Pops
- Barre Frosties
- Special K Barre
- Trésor
- Squares
- Rice Krispies barre

### Autres
- Eggo
- Pringles
- Pop-Tart

## Actionnaires
Liste des principaux actionnaires au 16 mars 2022 :
| Nom                                             | %      |
| ----------------------------------------------- | ------ |
| Bank of New York Mellon Trust                   | 17,1 % |
| The Vanguard Group                              | 8,09 % |
| Capital Research & Management                   | 7,01 % |
| KeyBank (Investment Management)                 | 6,35 % |
| SSgA Funds Management                           | 4,19 % |
| Wellington Management                           | 3,00 % |
| Capital Research & Management (World Investors) | 2,65 % |
| Montag & Caldwell                               | 2,19 % |
| BlackRock Fund Advisors                         | 1,95 % |
| Beutel, Goodman & Co.                           | 1,49 % |

## Communication

### Campagne publicitaire

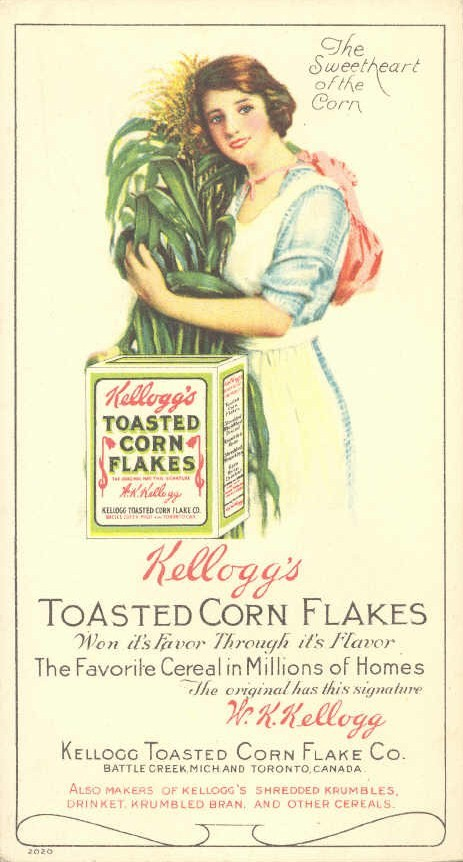
Publicité pour des céréales Kellogg's, datant de 1910

En 1894, le livreur de John Harvey Kellogg, qui doit livrer un gâteau à base de céréales, chute malencontreusement avec son chargement. Il le livre quand même, bien que celle-ci soit partiellement détruit. Le mets est apprécié par son destinataire, mélangé à du lait. La légende des frères Kellogg était née.

### Labélisation
Kellogg's adhère depuis janvier 2011 au Programme national nutrition santé et s'est dans ce cadre engagé, de même que d'autres industriels du secteur, à diminuer le taux de sucre dans 20 recettes du petit déjeuner sur les 29 commercialisées. La teneur en sucres est alors réduite de 15 % dans les céréales pour enfants Miel Pops, Miel Pops Cracks, Coco Pops 2 Choc’ et Chocos depuis juillet 2011.

## Controverses

### Publicité mensongère
En 2008, Kellogg's France est condamnée pour publicité mensongère sur la base de sa communication nutritionnelle à propos des teneurs en matières grasses affichées sur plusieurs produits de sa gamme Spécial K (céréales et barres).

### Travail forcé et travail des enfants
En novembre 2016, Amnesty International publie un rapport dénonçant le travail des enfants et le travail forcé dans les plantations indonésiennes de palmiers à huile fournissant des entreprises comme Nestlé, Unilever, Kellogg's, Colgate-Palmolive et Procter & Gamble,.